# Fusinus alcimus
Fusinus alcimus är en snäckart som först beskrevs av Dall 1889.  Fusinus alcimus ingår i släktet Fusinus och familjen Fasciolariidae.

## Underarter
Arten delas in i följande underarter:
- F. a. alcimus
- F. a. rushi